# Watu Kobese
Watu Kobese est un joueur d'échecs sud-africain  né le 27 juin 1973. Il a obtenu le titre de maître international des échecs en 1995.
Kobese a représenté l'Afrique du Sud lors de douze olympiades d'échecs de 1992 à 2018 ainsi que lors des championnats du monde de la Fédération internationale des échecs de 1997-1998, 1999 et 2001-2002, de la Coupe du monde d'échecs 2002 ainsi que de la Coupe du monde d'échecs 2005.
Il a représenté l'Afrique du Sud lors de onze olympiades de 1992 à 2018,,